# Yoshua Bengio

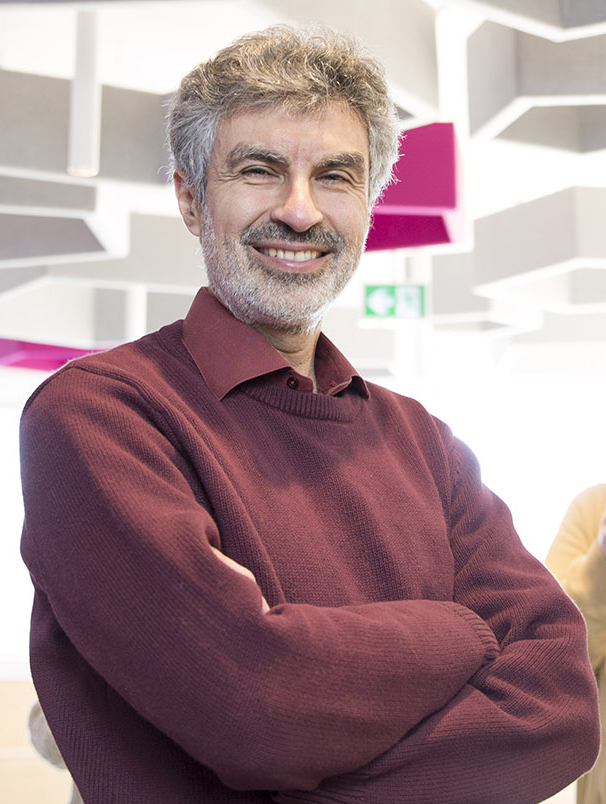
Yoshua Bengio, 2019

Yoshua Bengio (* 5. März 1964 in Paris) ist ein kanadischer Informatiker. Er wurde bekannt für seine Forschung zu künstlichen neuronalen Netzen und Deep Learning, für die er als einer der Pioniere mit Geoffrey Hinton und Yann LeCun gilt.

## Leben
Bengio wuchs in Frankreich und in Montreal auf. Er studierte Elektrotechnik und Informatik an der McGill University, an der er 1986 seinen Bachelor-Abschluss in Elektrotechnik und 1988 seinen Master-Abschluss  in Informatik erhielt und 1991 bei Renato de Mori promovierte (Dissertation: Artificial Neural Networks and Their Application to Sequence Recognition). Seine Dissertation behandelte neuronale Netzwerke und Hidden Markov Models (HMM) in gemeinsamem Einsatz beim Lernen von Unterscheidungen. Als Post-Doktorand war er 1991/92 bei Michael I. Jordan am Massachusetts Institute of Technology und an den Bell Laboratories (1992/93) in der Gruppe von Larry Jackel, Yann LeCun und Vladimir Vapnik. In dieser Zeit zeigte er in einer Reihe von Arbeiten die Grenzen von Gradienten-basiertem Maschinenlernen für parametrisierte dynamische Systeme, wozu auch rekurrente neuronale Netzwerke oder HMM zählen. Seit 1993 ist er Professor an  der Universität Montreal und leitete dort das Montreal Institute for Learning Algorithms (MILA) und ist Ko-Leiter des Learning in Machines & Brains Projekt des Canadian Institute for Advanced Research. Er hat zusätzlich seit 2000 einen Canada Research Chair in statistischen Lernalgorithmen.
2016 war er in Montreal Mitgründer der Firma Element AI für Anwendungen künstlicher Intelligenz.
Er befasste sich mit den Grenzen verbreiteter Algorithmen des Maschinenlernens in der Künstlichen Intelligenz mit dem Ziel, diese eventuell mit neuen Algorithmen und Maschinen zu umgehen. In den 1990er Jahren stellte er die Probleme beim Lernen der Darstellung von Kontext dar und später die Grenzen flacher Architekturen und den schwierigen Optimierungs- und Inferenzproblemen tieferer Architekturen neuronaler Netzwerke.
Er gehört zu den hochzitierten Wissenschaftlern.

## Ansichten zur KI
Nachdem KI-Experten ihre Besorgnis über die existenziellen Risiken der KI für die Menschheit geäußert hatten, erklärte Bengio im Mai 2023 in einem Interview mit der BBC, er fühle sich „verloren“, was sein Lebenswerk angehe. Er äußerte sich besorgt darüber, dass „böse Akteure“ sich der KI bemächtigen könnten, zumal sie immer ausgefeilter und leistungsfähiger wird. Er forderte eine bessere Regulierung, Produktregistrierung, ethische Schulungen und eine stärkere Beteiligung der Regierungen an der Überwachung und Prüfung von KI-Produkten.
In einem Gespräch mit der Financial Times, das ebenfalls im Mai 2023 stattfand, sagte Bengio, dass er die Überwachung des Zugangs zu KI-Systemen wie ChatGPT unterstütze, damit potenziell illegale oder gefährliche Anwendungen verfolgt werden könnten. Im Juli 2023 veröffentlichte er in der Wochenzeitschrift The Economist einen Artikel, in dem er argumentierte, dass „das Risiko einer Katastrophe so real ist, dass jetzt gehandelt werden muss.“

## Auszeichnungen
- 2017 wurde Bengio Offizier des Order of Canada.
- 2017 wurde er Fellow der Royal Society of Canada.
- 2018 erhielt er mit Geoffrey Hinton und Yann LeCun den Turing Award.[10][2]
- 2020 wurde Bengio in die Royal Society gewählt.
- 2022 wurde er mit dem Prinzessin-von-Asturien-Preis in der Kategorie „Wissenschaft“ ausgezeichnet.[11]
- 2023 erhielt er die Gerhard Herzberg Canada Gold Medal for Science and Engineering.[12]
- 2025 erhielt er den Queen Elizabeth Prize for Engineering.[13]
- 2025 wurde er zum Mitglied der National Academy of Sciences gewählt.

## Schriften (Auswahl)
- Léon Bottou, Patrick Haffner, Paul G. Howard, Patrice Simard, Yoshua Bengio, Yann LeCun: High Quality Document Image Compression with DjVu, In: Journal of Electronic Imaging, Band 7, 1998, S. 410–425 doi:10.1117/1.482609
- Y. Bengio, Dong-Hyun Lee, Jorg Bornschein, Thomas Mesnard, Zhouhan Lin: Towards Biologically Plausible Deep Learning, arXiv.org, 2016
- mit Y. LeCun, L. Bottou, P. Haffner: Gradient-based learning applied to document recognition, Proc. IEEE, Band 86, 1998, S. 2278–2324
- Yoshua Bengio, Dale Schuurmans, John Lafferty, Chris K. Williams, Chris, Aron Culotta (Hrsg.), Advances in Neural Information Processing Systems 22 (NIPS'22), December 7th–10th, 2009, Vancouver, BC, Neural Information Processing Systems (NIPS) Foundation, 2009
- Learning deep architectures in AI, in: Foundations and trends, Machine Learning, Band 2, 2009, S. 1–127
- mit Y. LeCun, G. Hinton: Deep learning, Nature, Band 521, 2015, S. 436
- Dzmitry Bahdanau, Kyunghyun Cho, Yoshua Bengio: Neural Machine Translation by Jointly Learning to Align and Translate, ICLR 2015, Arxiv
- Ian Goodfellow, Yoshua Bengio und Aaron Courville: Deep Learning (Adaptive Computation and Machine Learning), MIT Press, Cambridge (USA), 2016. ISBN 978-0-262-03561-3.
- Neural Net Language Models, Scholarpedia